# Остапенко Олег Миколайович
Олег Миколайович Остапенко (рос. Олег Николаевич Остапенко, * 3 травня 1957, Покошичі, Чернігівська область, Українська РСР) — російський генерал-полковник українського походження, доктор технічних наук та кандидат військових наук, в 2011–2012 — командувач військами повітряно-космічної оборони, керівник Системи перспективних військових досліджень та розробок Міністерства оборони Російської Федерації, в 2012–2013 — заступник міністра оборони РФ. Заслужений військовий фахівець Російської Федерації. З 10 жовтня 2013 до 21 січня 2015 очолював Роскосмос.

## Освіта
- У 1979 — закінчив Військову академію ім. Ф. Е. Дзержинського.
- У 1992 — закінчив командний факультет Військової академії ім. Ф. Е. Дзержинського.
- У 2007 — закінчив Військову академію Генерального штабу Збройних Сил РФ.

## Кар'єра
У 1979-1989 проходив службу на різних командних та штабних посадах в Ракетних військах стратегічного призначення.
У 1992 призначений старшим інженером-випробувачем однієї з військових частин Головного випробувального центру випробувань та управління космічними засобами ім. Г. С. Титова (ГІЦІУ КС). Згодом обіймав посади начальника штабу військової частини, командира військової частини, начальника штабу випробувального центру, начальника випробувального центру. В 2002 обійняв посаду начальника штабу — першого заступника начальника ГІЦІУ КС.
У 2004 призначений першим заступником начальника штабу Космічних військ. У 2007 після закінчення Військової академії — начальником Державного випробувального космодрому Плесецьк.
З 30 червня 2008 по 8 листопада 2011 — командувач Космічними військами Росії.
З 8 листопада 2011 — командувач Військами повітряно-космічної оборони.
З 9 серпня 2012 — генерал-полковник.
9 листопада 2012 указом Президента РФ призначений на посаду заступника міністра оборони Російської Федерації.
З 2013 курує Систему перспективних військових досліджень та розробок Міністерства оборони РФ (СПВДРФ).
10 жовтня 2013 звільнений з посади заступника Міністра оборони та звільнений з військової служби, призначений Керівником Федерального космічного агентства.

## Нагороди
- Орден «За військові заслуги»,
- Медаль «За бойові заслуги» та інші медалі.